# Puccinia tekapo
Puccinia tekapo är en svampart som beskrevs av McNabb 1962. Puccinia tekapo ingår i släktet Puccinia och familjen Pucciniaceae.   Inga underarter finns listade i Catalogue of Life.